# 海扇蛤總科
海扇蛤總科（學名：Pectinoidea），又名海扇蛤超科、扇贝总科，是海扇蛤目的其中一個總科，屬於雙殼綱軟體動物的一種，當中包括有我們日常食用的貝類，例如：扇貝。

## 分類
根據WoRMS，海扇蛤總科包括下列八個科：
- 圓扇貝科（Cyclochlamydidae Dijkstra & Maestrati, 2012）：2012年新建，從光芒海扇蛤科（Propeamussiidae）分出來。兩者在其胚殼(prodissoconch)的外型有所差異[2]。
- famille Entolioidesidae Kasum-Zade, 2003
- famille Neitheidae Sobetski, 1960 †
- 海扇蛤科（Pectinidae Rafinesque, 1815）：即扇貝；
- famille Pleuronectitidae Hautmann, 2011 †
- 光芒海扇蛤科（Propeamussiidae Abbott, 1954）[3]
- 海菊蛤科（Spondylidae Gray, 1826）
- famille Tosapectinidae Trushchelev, 1984 †
- 不屬於任何一個科：
  - Huncalotis Damborenea & Leanza, 2016 †

另外，光海扇科（Entoliidae Teppner, 1922）舊屬海扇蛤總科，現獨立出來成為光海扇總科（Entolioidea Teppner, 1922 †），除本身以外還包含其他化石種，但WoRMS未有承認這個改動。

## 延伸閱讀
- Dijkstra, Henk H.; Marshall, Bruce A. . Molluscan Research. 2008-03-14, 28 (1): 1–88  [2015-03-09]. （原始内容存档于2016-03-04） （英语）.